# 京都集書院
京都集書院（きょうとしゅうしょいん）は、明治5年（1872年）に福澤諭吉・槇村正直・大黒屋太郎右衛門の構想によって京都（現中京郵便局付近）に、設立された、日本国初の公共図書館。単に「集書院」とも呼ばれた。明治7年（1874年）には『京都慶應義塾』が開業、明治9年（1876年）には植村の下で京都府の管理となったが、明治15年（1882年）に閉鎖。明治31年（1898年）開設の京都府立図書館の淵源とされている。

## 歴史
京都府は慶応4年（1868年）に旧来の町組を改組し、明治2年（1896年）の段階で64校もの小学校を設立した。この「番町小学校」に、集書院の構想の典型を見出すことが出来る。民間で書籍商を行っていた大黒屋太郎右衛門が、宅間太兵衛との連名で貸本業を行うことを明治4年（1871年）に府に提出。この貸本所に呼応して、府も図書館開設へ向けて模索を始めた。『京都学校の記』を著した福沢諭吉は、明治5年（1872年）の中津藩への帰省の途中に京都に立ち寄り、この番町小学校を視察したついでに槇村正直と会談し、書籍縦覧結社の設立を話し合った。
槇村は、お雇い外国人のボールドウィン、丹羽圭介、山本覚馬らの協力を得て、集書院設立プランを作成。明治5年（1872年）5月には『京都新聞』第二十八号に「集書会社」のハイカラな絵が掲載され、民間会社として開業するに至った。翌6月には『愛知新聞』にも紹介された。
槇村正直と福澤諭吉との親密な関係はのちに京都慶應義塾、京都府中学校の企画設立へとつながり、京都における教育近代化の動きに大きく貢献した。